# Premio al mejor Baloncestista Masculino del Año de la West Coast Conference
El Premio al mejor Baloncestista Masculino del Año de la West Coast Conference (en inglés, West Coast Conference Men's Basketball Player of the Year) es un galardón que otorga la West Coast Conference al jugador de baloncesto masculino más destacado del año. El premio fue entregado por primera vez en la temporada 1952–53, cuando la conferencia era conocida como California Basketball Association. Ha habido seis años con doble ganador del premio, el más reciente en la temporada 2022–23 entre Brandin Podziemski de Santa Clara y Drew Timme de Gonzaga. Trece jugadores han ganado más de un premio, pero solo Bill Cartwright lo ha logrado en tres ocasiones.
Cuatro universidades en la West Coast Conference dominan la distribución de premios totales. Antes de 2000, Pepperdine, San Francisco y Santa Clara se hicieron con la mayoría de galardones. Desde entonces, Gonzaga ha dominado con nueve jugadores premiados. Gonzaga es la universidad con más vencedores con quince, mientras que las otras universidades anteriormente nombradas ocupan la segunda plaza con once premios cada una. Las más cercanas son Saint Mary's (ocho) y Pacific (cinco). 

## Ganadores

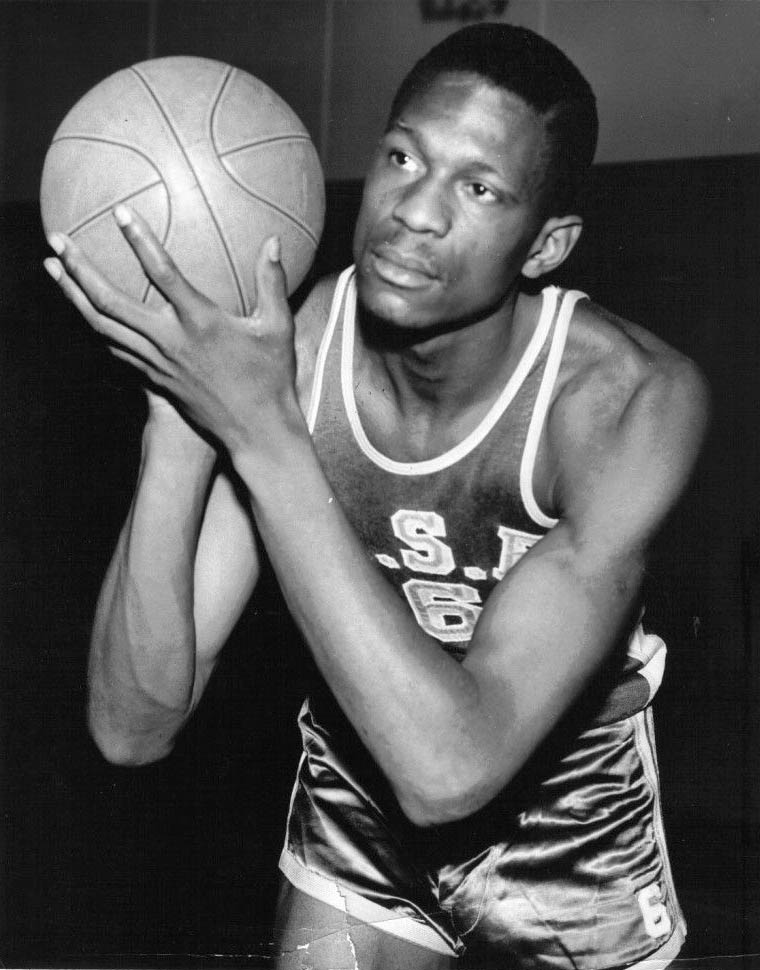
Bill Russell ganó el premio en 1956 y posteriormente se convirtió en el jugador con más campeonatos en la historia de la NBA.

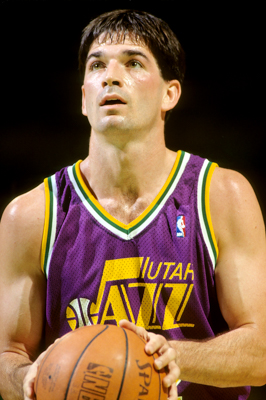
John Stockton ganó el premio en 1984 y posteriormente se convirtió en el jugador con más asistencias y robos en la historia de la NBA.

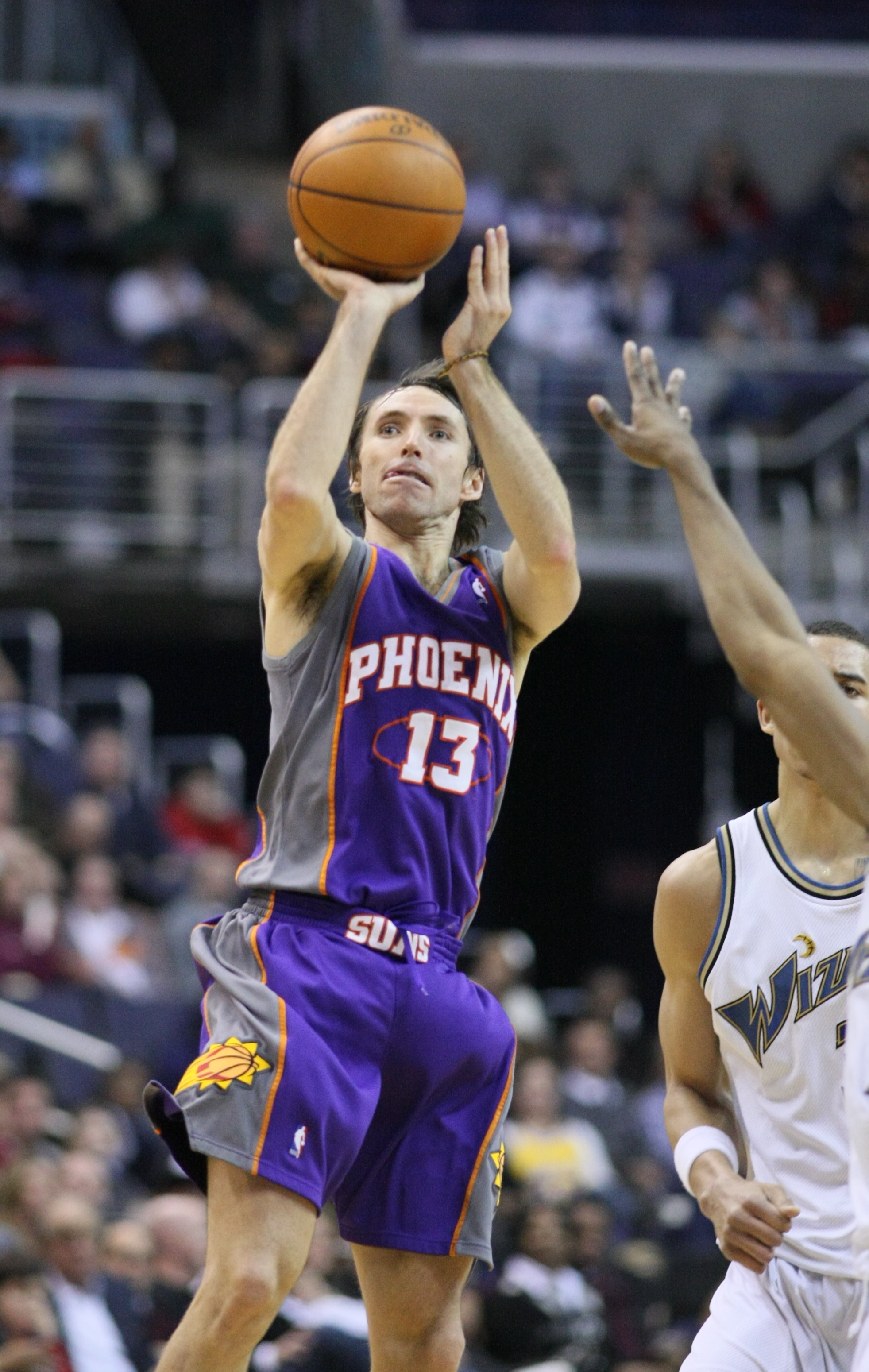
Steve Nash ganó el premio en 1995 y 1996 con Santa Clara.

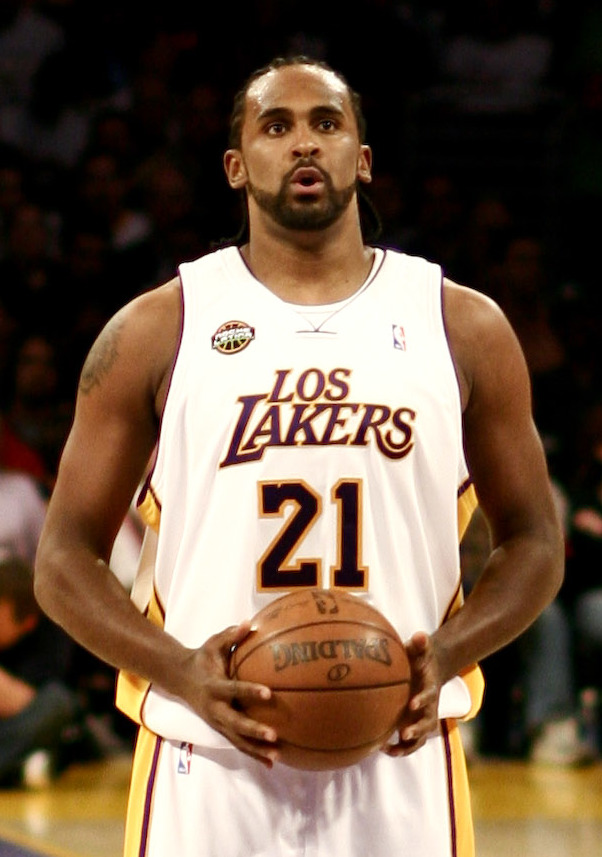
Ronny Turiaf ganó el premio en 2005 con Gonzaga.

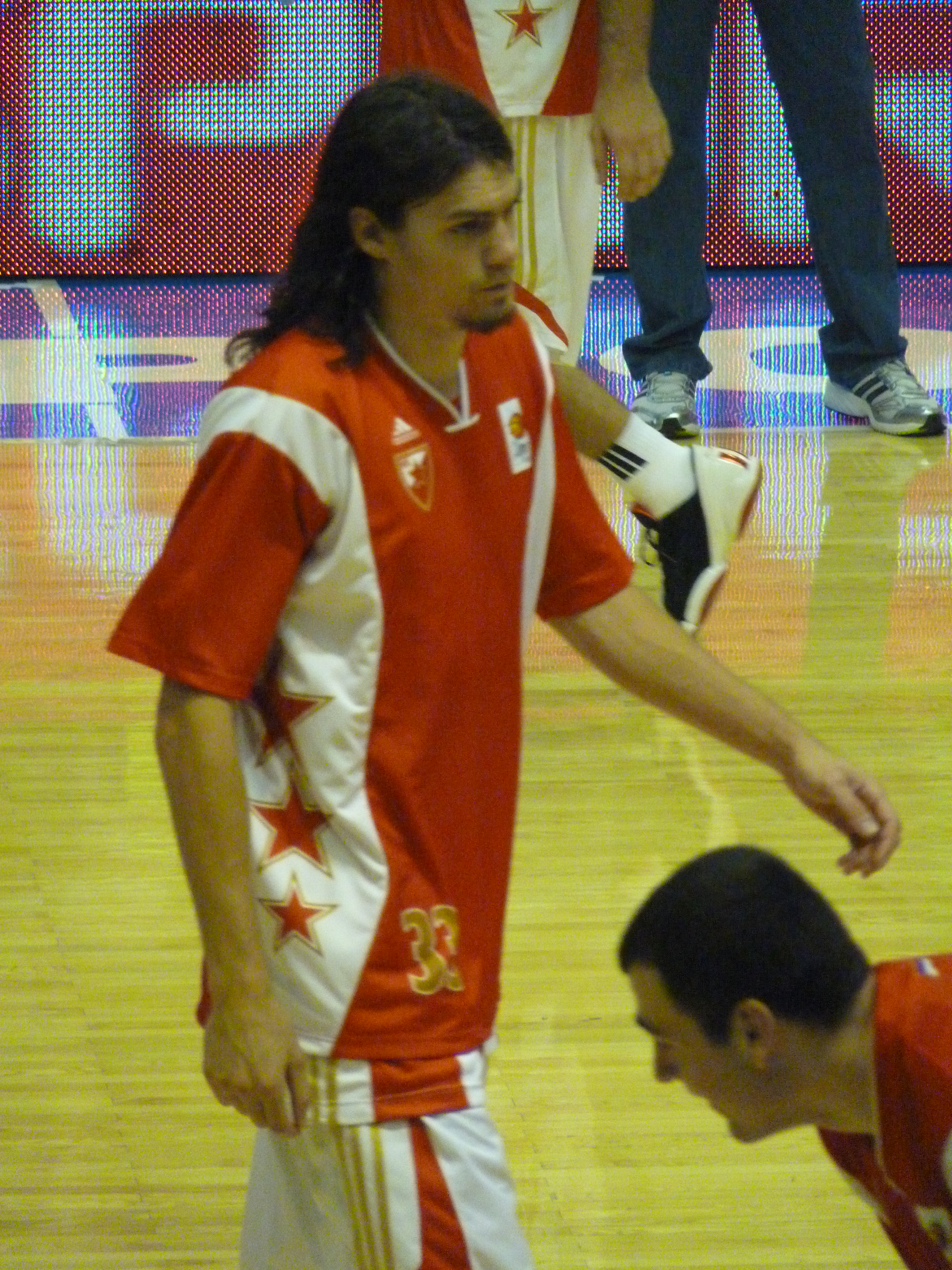
Adam Morrison ganó el premio en 2005 con Gonzaga y lideró la nación en puntos con 28.1 por partido.

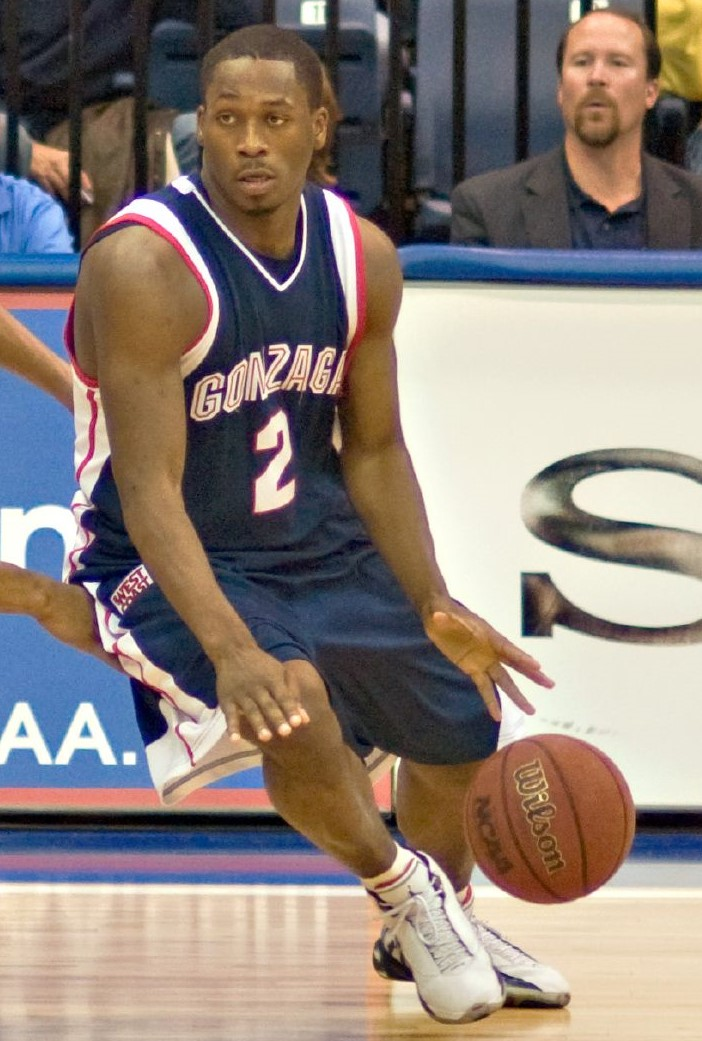
Jeremy Pargo ganó el premio en 2008 con Gonzaga.

| †           | Co-Jugadores del Año                                                                                                |
| *           | Ganador del premio al mejor universitario del año: el Naismith College Player of the Year o el John R. Wooden Award |
| Jugador (X) | Denota el número de veces que ha conseguido el galardón                                                             |

| Temporada | Jugador                   | Universidad      | Posición        | Curso     | Referencia |
| --------- | ------------------------- | ---------------- | --------------- | --------- | ---------- |
| 1952–53   | Ken Sears                 | Santa Clara      | Ala-Pívot       | Sophomore |            |
| 1953–54   | No entregado              | —                | —               | —         |            |
| 1954–55   | Ken Sears (2)             | Santa Clara      | Ala-Pívot       | Senior    |            |
| 1955–56   | Bill Russell              | San Francisco    | Pívot           | Senior    |            |
| 1956–57   | Mike Farmer               | San Francisco    | Ala-Pívot       | Junior    |            |
| 1957–58†  | Mike Farmer (2)           | San Francisco    | Ala-Pívot       | Senior    |            |
| 1957–58†  | Leroy Wright              | Pacific          | Ala-Pívot       | Junior    |            |
| 1958–59†  | LaRoy Doss                | Saint Mary's     |                 | Senior    |            |
| 1958–59†  | Leroy Wright (2)          | Pacific          | Ala-Pívot       | Senior    |            |
| 1959–60   | Jerry Grote               | Loyola Marymount | Base            | Sophomore |            |
| 1960–61   | Tom Meschery              | Saint Mary's     | Ala-Pívot       | Senior    |            |
| 1961–62†  | Harry Dinnel              | Pepperdine       | Alero/Base      | Junior    |            |
| 1961–62†  | Steve Gray                | Saint Mary's     | Base/Escolta    | Junior    |            |
| 1962–63   | Steve Gray (2)            | Saint Mary's     | Base/Escolta    | Senior    |            |
| 1963–64   | Ollie Johnson             | San Francisco    | Pívot           | Junior    |            |
| 1964–65   | Ollie Johnson (2)         | San Francisco    | Pívot           | Senior    |            |
| 1965–66   | Keith Swagerty            | Pacific          | Alero           | Junior    |            |
| 1966–67   | Keith Swagerty (2)        | Pacific          | Alero           | Senior    |            |
| 1967–68   | Rick Adelman              | Loyola Marymount | Base            | Senior    |            |
| 1968–69   | Dennis Awtrey             | Santa Clara      | Pívot           | Junior    |            |
| 1969–70   | Dennis Awtrey (2)         | Santa Clara      | Pívot           | Senior    |            |
| 1970–71   | John Gianelli             | Pacific          | Pívot/Ala-Pívot | Sophomore |            |
| 1971–72   | Mike Stewart              | Santa Clara      | Pívot           | !         |            |
| 1972–73   | William "Bird" Averitt    | Pepperdine       | Base            | Senior    |            |
| 1973–74   | Frank Oleynick            | Seattle          | Base            | Junior    |            |
| 1974–75   | Ricky Sobers              | UNLV             | Base/Escolta    | Senior    |            |
| 1975–76   | Marcos Leite              | Pepperdine       | Ala-Pívot       | Senior    |            |
| 1976–77   | Bill Cartwright           | San Francisco    | Pívot           | Sophomore |            |
| 1977–78   | Bill Cartwright (2)       | San Francisco    | Pívot           | Junior    |            |
| 1978–79   | Bill Cartwright (3)       | San Francisco    | Pívot           | Senior    |            |
| 1979–80   | Kurt Rambis               | Santa Clara      | Alero           | Senior    |            |
| 1980–81   | Quintin Dailey            | San Francisco    | Base            | Sophomore |            |
| 1981–82   | Quintin Dailey (2)        | San Francisco    | Base            | Junior    |            |
| 1982–83†  | Orlando Phillips          | Pepperdine       | Pívot           | !         |            |
| 1982–83†  | Dane Suttle               | Pepperdine       | Base/Escolta    | !         |            |
| 1983–84   | John Stockton             | Gonzaga          | Base            | Senior    |            |
| 1984–85   | Dwayne Polee              | Pepperdine       | Alero/Base      | !         |            |
| 1985–86   | Dwayne Polee (2)          | Pepperdine       | Alero/Base      | !         |            |
| 1986–87   | Scott Thompson            | San Diego        | Pívot           | Senior    |            |
| 1987–88   | Levy Middlebrooks         | Pepperdine       | Alero           | Senior    |            |
| 1988–89   | Hank Gathers              | Loyola Marymount | Ala-Pívot       | Junior    |            |
| 1989–90   | Bo Kimble                 | Loyola Marymount | Base            | Senior    |            |
| 1990–91   | Doug Christie             | Pepperdine       | Base            | Junior    |            |
| 1991–92   | Doug Christie (2)         | Pepperdine       | Base            | Senior    |            |
| 1992–93   | Dana Jones                | Pepperdine       | Alero           | Junior    |            |
| 1993–94   | Jeff Brown                | Gonzaga          | Pívot           | Senior    |            |
| 1994–95   | Steve Nash                | Santa Clara      | Base            | Junior    |            |
| 1995–96   | Steve Nash (2)            | Santa Clara      | Base            | Senior    |            |
| 1996–97   | Marlon Garnett            | Santa Clara      | Base/Escolta    | Senior    |            |
| 1997–98   | Bakari Hendrix            | Gonzaga          | Ala-Pívot       | Senior    |            |
| 1998–99   | Eric Schraeder            | Saint Mary's     | Ala-Pívot       | Senior    |            |
| 1999–00   | Kenyon Jones              | San Francisco    | Pívot           | Senior    |            |
| 2000–01   | Casey Calvary             | Gonzaga          | Alero           | Senior    |            |
| 2001–02   | Dan Dickau                | Gonzaga          | Base            | Senior    |            |
| 2002–03   | Blake Stepp               | Gonzaga          | Base            | Junior    |            |
| 2003–04   | Blake Stepp (2)           | Gonzaga          | Base            | Senior    |            |
| 2004–05   | Ronny Turiaf              | Gonzaga          | Pívot           | Senior    |            |
| 2005–06   | Adam Morrison             | Gonzaga          | Base            | Junior    |            |
| 2006–07†  | Sean Denison              | Santa Clara      | Alero           | Senior    |            |
| 2006–07†  | Derek Raivio              | Gonzaga          | Base/Escolta    | Senior    |            |
| 2007–08   | Jeremy Pargo              | Gonzaga          | Base            | Junior    |            |
| 2008–09   | John Bryant               | Santa Clara      | Pívot           | Senior    |            |
| 2009–10   | Matt Bouldin              | Gonzaga          | Base            | Senior    | [ 1 ]      |
| 2010–11   | Mickey McConnell          | Saint Mary's     | Base            | Senior    | [ 2 ]      |
| 2011–12   | Matthew Dellavedova       | Saint Mary's     | Escolta         | Junior    | [ 3 ]      |
| 2012–13   | Kelly Olynyk              | Gonzaga          | Ala-Pívot/Pívot | Junior    | [ 4 ]      |
| 2013–14   | Tyler Haws                | BYU              | Escolta         | Junior    | [ 5 ]      |
| 2014–15   | Kevin Pangos              | Gonzaga          | Base            | Senior    | [ 6 ]      |
| 2015–16   | Kyle Collinsworth         | BYU              | Base            | Senior    | [ 7 ]      |
| 2016–17   | Nigel Williams-Goss       | Gonzaga          | Base            | Junior    | [ 8 ]      |
| 2017–18   | Jock Landale              | Saint Mary's     | Pívot           | Senior    | [ 9 ]      |
| 2018–19   | Rui Hachimura             | Gonzaga          | Ala-Pívot       | Junior    | [ 10 ]     |
| 2019–20   | Filip Petrušev            | Gonzaga          | Ala-Pívot       | Sophomore | [ 11 ]     |
| 2020–21   | Corey Kispert             | Gonzaga          | Alero           | Senior    | [ 12 ]     |
| 2021–22   | Drew Timme                | Gonzaga          | Ala-Pívot       | Junior    | [ 13 ]     |
| 2022–23†  | Brandin Podziemski        | Santa Clara      | Escolta         | Sophomore | [ 14 ]     |
| 2022–23†  | Drew Timme (2)            | Gonzaga          | Ala-Pívot       | Senior    | [ 14 ]     |
| 2023–24   | Augustas Marčiulionis     | Saint Mary's     | Base            | Junior    | [ 15 ]     |
| 2024–25   | Augustas Marčiulionis (2) | Saint Mary's     | Base            | Senior    | [ 16 ]     |

## Ganadores por universidad
| Universidad (en WCC desde) | Premios | Años |
| -------------------------- | ------- | --- |
| Gonzaga (1979)             | 20      | 1984, 1994, 1998, 2001, 2002, 2003, 2004, 2005, 2006, 2007†, 2008, 2010, 2013, 2015, 2017, 2019, 2020, 2021, 2022, 2023† |
| Santa Clara (1952)         | 12      | 1953, 1955, 1969, 1970, 1972, 1980, 1995, 1996, 1997, 2007†, 2009, 2023†                                                 |
| Pepperdine (1955)          | 11      | 1962†, 1973, 1976, 1983 (×2)†, 1985, 1986, 1988, 1991, 1992, 1993                                                        |
| San Francisco (1952)       | 11      | 1956, 1957, 1958†, 1964, 1965, 1977, 1978, 1979, 1981, 1982, 2000                                                        |
| Saint Mary's (1952)        | 10      | 1959†, 1961, 1962†, 1963, 1999, 2011, 2012, 2018, 2024, 2025                                                             |
| Pacific (1952, 2013)       | 5       | 1958†, 1959†, 1966, 1967, 1971                                                                                           |
| Loyola Marymount (1955)    | 4       | 1960, 1968, 1989, 1990                                                                                                   |
| BYU (2011)                 | 2       | 2014, 2016 |
| San Diego (1979)           | 1       | 1987 |
| Seattle (1971)             | 1       | 1974 |
| UNLV (1969)                | 1       | 1975 |
| Portland (1976)            | 0       | — |

Notas
1. ↑  Pacific fue miembro de la WCC desde 1952 hasta 1971, pero regresó en 2013.
2. ↑  BYU dejará la conferencia en 2023 para unirse a la Big 12 Conference.
3. ↑  Seattle abandonó la conferencia en 1980 para convertirse en una universidad de la División II (aunque regresó a la División I en 2009).
4. ↑  UNLV abandonó la conferencia en 1975 y en la actualidad es miembro de la Mountain West Conference.